# Kia Pride
Kia Pride — це субкомпактний автомобіль південнокорейської автомобільної компанією Kia Motors.

## Перше покоління (WA) (1986-2000)
Перше покоління моделі з індексом (WA) виготовлялось в період з 1986 по 2000 рр. Ця модель була запозичена у компанії Ford, яка випускала подібний автомобіль під назвою Ford Festiva. З'явившись на європейському ринку в 1991 році, модель Pride стала досить популярним бюджетним автомобілем, але з появою нових моделей від інших виробників, її продажі стали знижуватися.
Автомобіль пропонувався в чотирьох варіантах кузова, а саме: 3-дверний хетчбек, 4-дверний седан, 5-дверний хетчбек і 5-дверний універсал. 4-дверні седани мали версії LX, GTX, β, а модель в кузові 5-дверний хетчбек носила назву CD-5.
Спочатку для всіх версій моделі Kia Pride пропонувалося два варіанти чотирициліндрових карбюраторних бензинових двигунів straight-4 об'ємами 1.1 та 1.3 літра. Але після 1995 року із списку пропонованих силових агрегатів був прибраний мотор об'ємом 1.1 літра, а двигун об'ємом 1.3 літра був оснащений паливними інжектором замість колишнього карбюратора, у зв'язку з введенням ЄС нових норм вихлопу для транспортних засобів. Варто відзначити, що двигун об'ємом 1.3 літра пропонувався в трьох варіантах: потужністю 64 к.с., 73 к.с. і 88 к.с.. Що стосується трансмісії, то на всі автомобілі встановлювалася 5-ступінчаста механічна коробка передач. З такою технічною начинкою автомобіль міг розігнатися до 100 км/год за 13.8 секунди.
У 2000 році виробництво автомобіля Kia Pride було припинено, а йому на зміну прийшла нова більша модель під назвою Kia Rio.
В період з 2001 по 2005 роки виробництвом моделі Kia Pride вирішила зайнятися іранська автомобільна компанія SAIPA. Компанія випускала цей автомобіль під назвою Saipa Pride. Пізніше на базі моделі Pride був випущений 5-дверний хетчбек під назвою Saipa 141, а іранські моделі Pride отримали наступні назви: Saipa Saba (4-дверний седан) і Saipa Nasim (5-двений хетчбек).

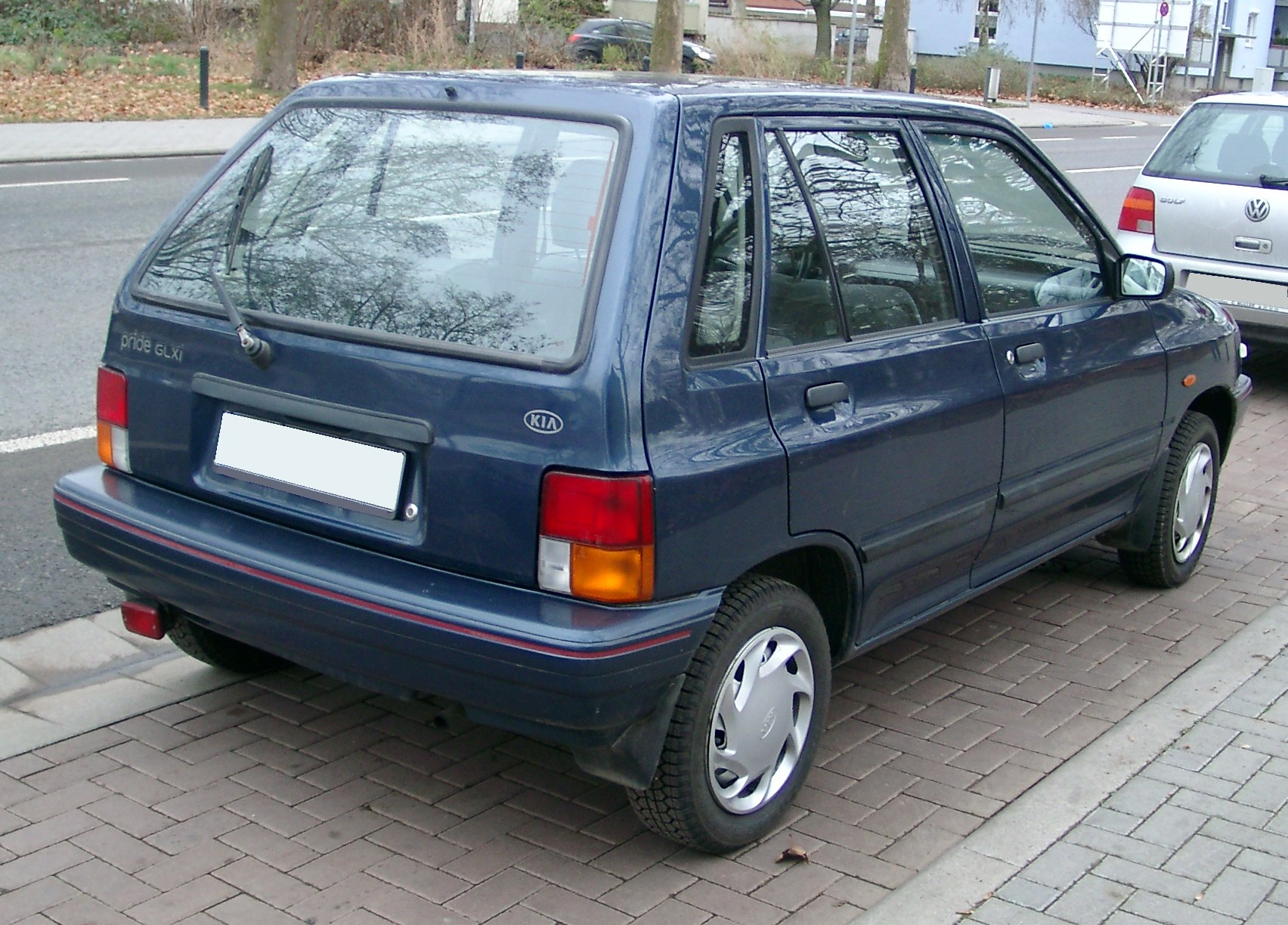
Kia Pride 5дв хетчбек
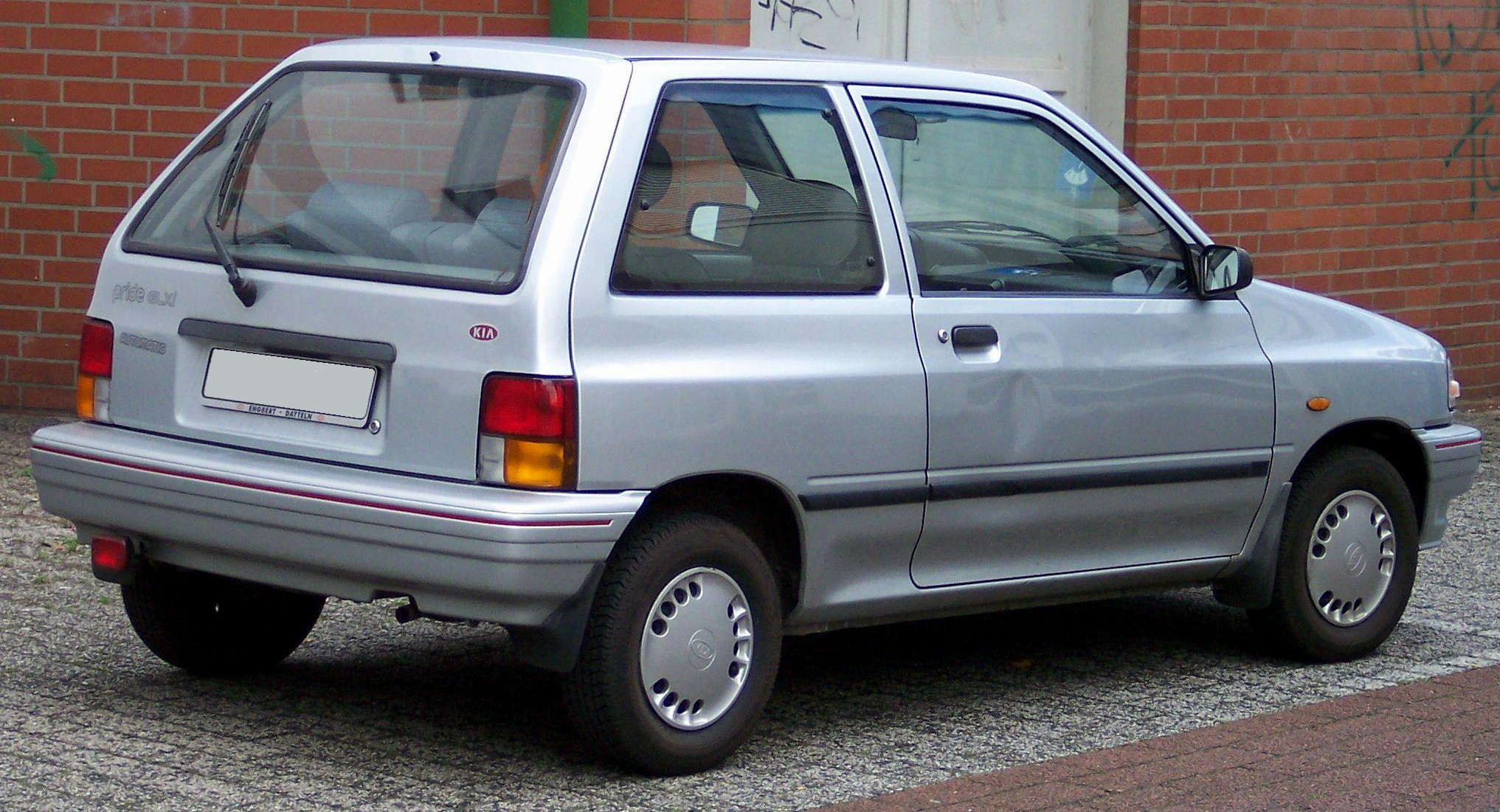
Kia Pride 3дв хетчбек
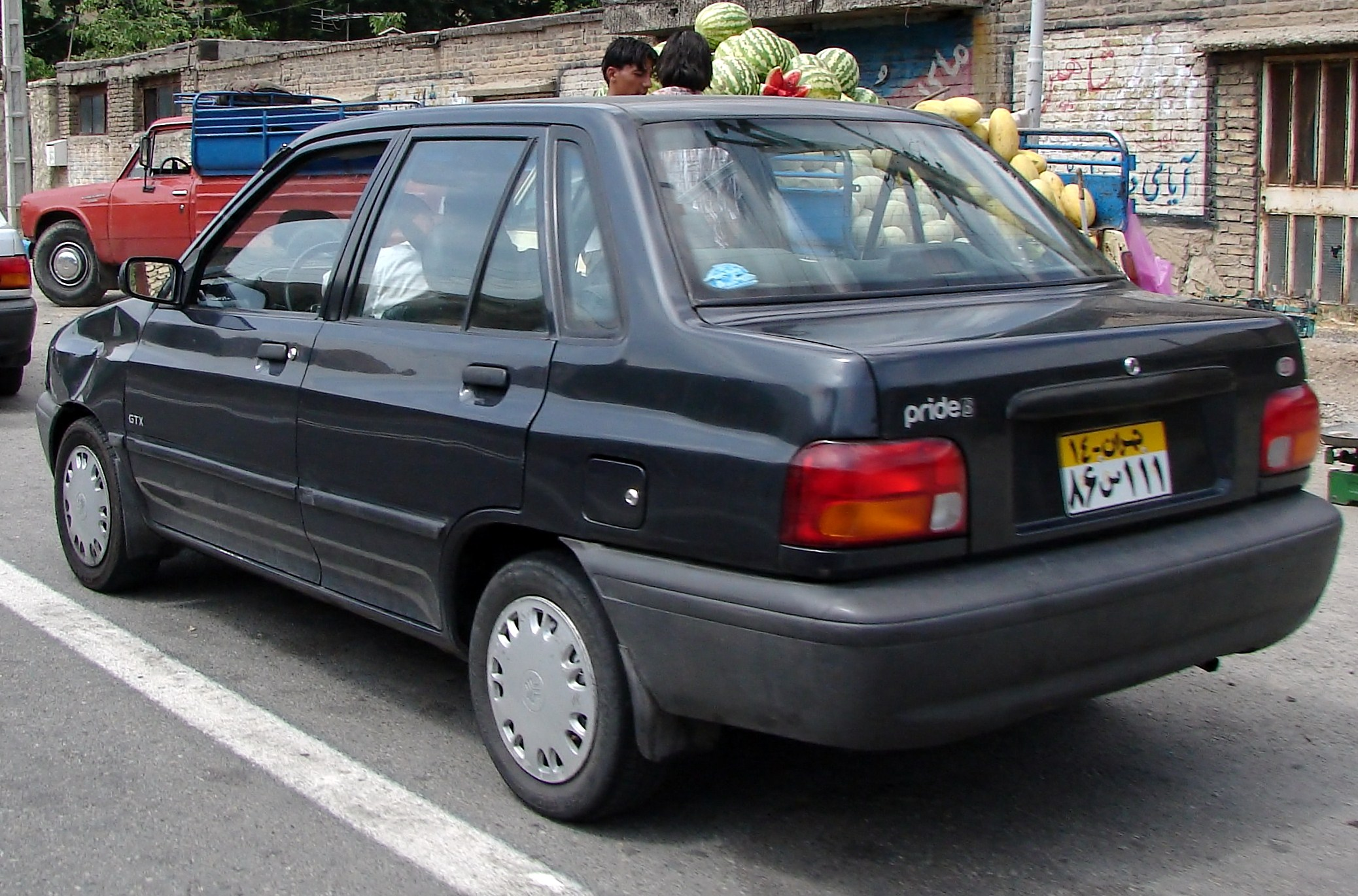
Kia Pride седан
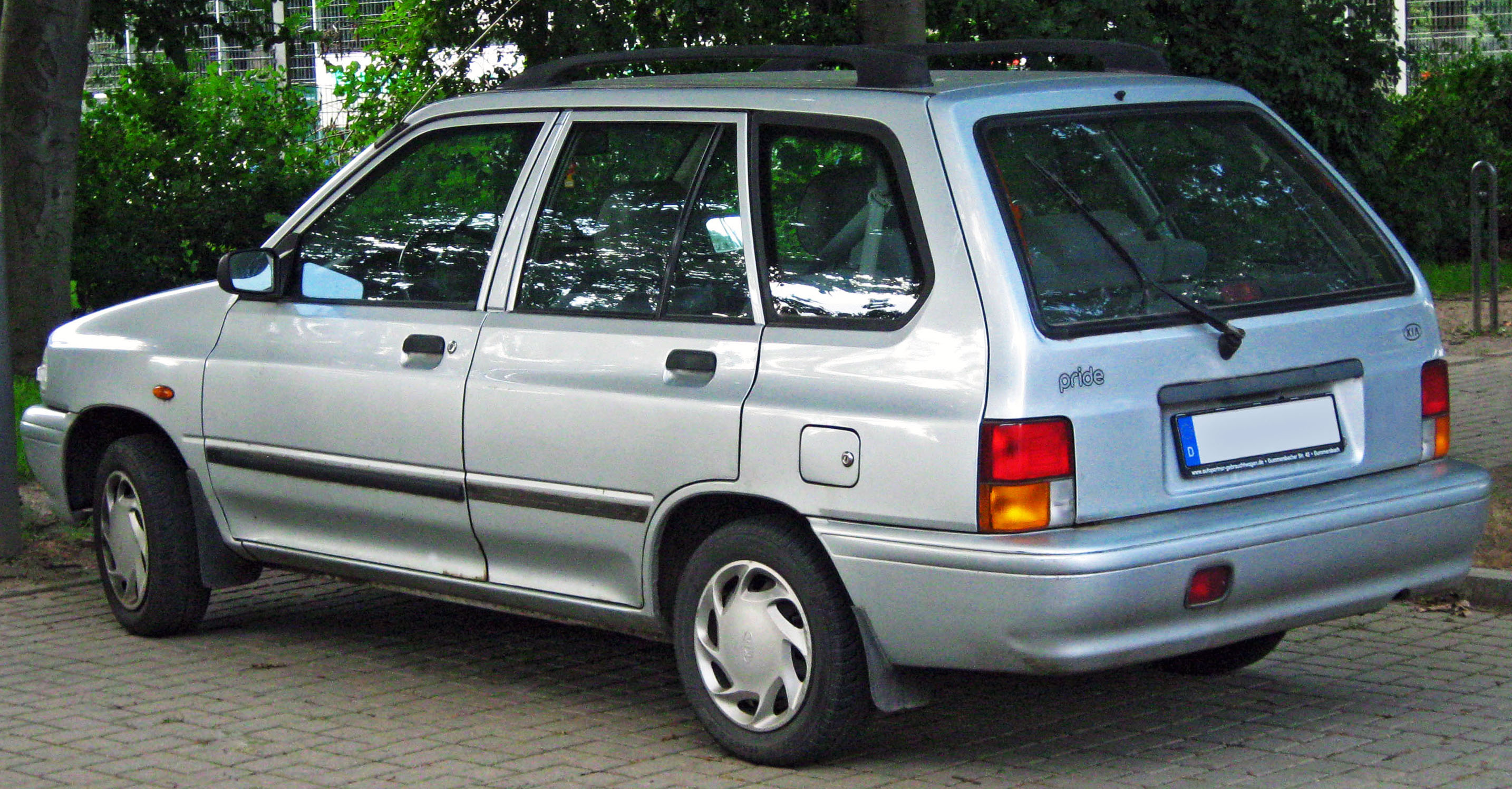
Kia Pride Kombi
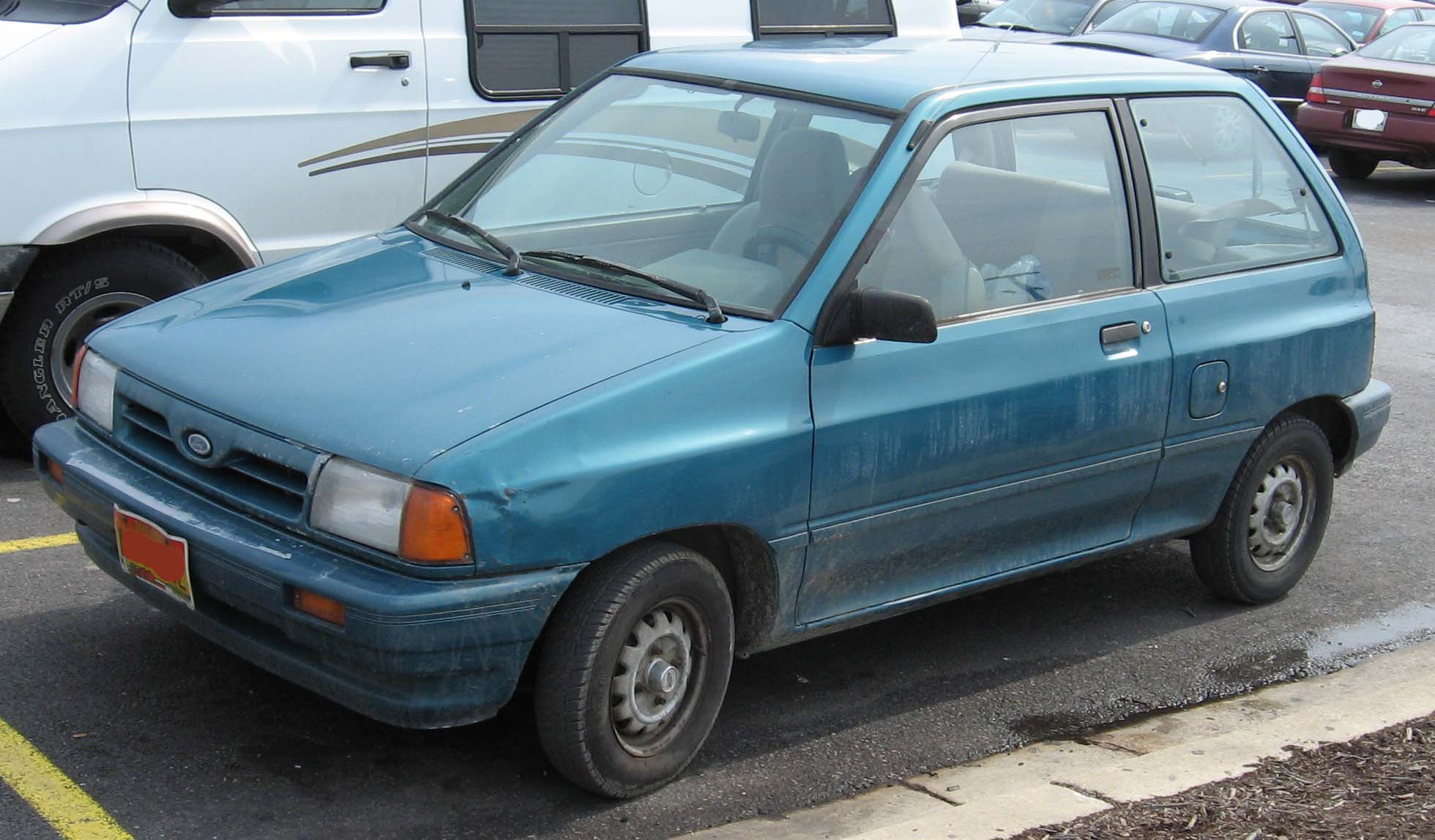
Ford Festiva (США)
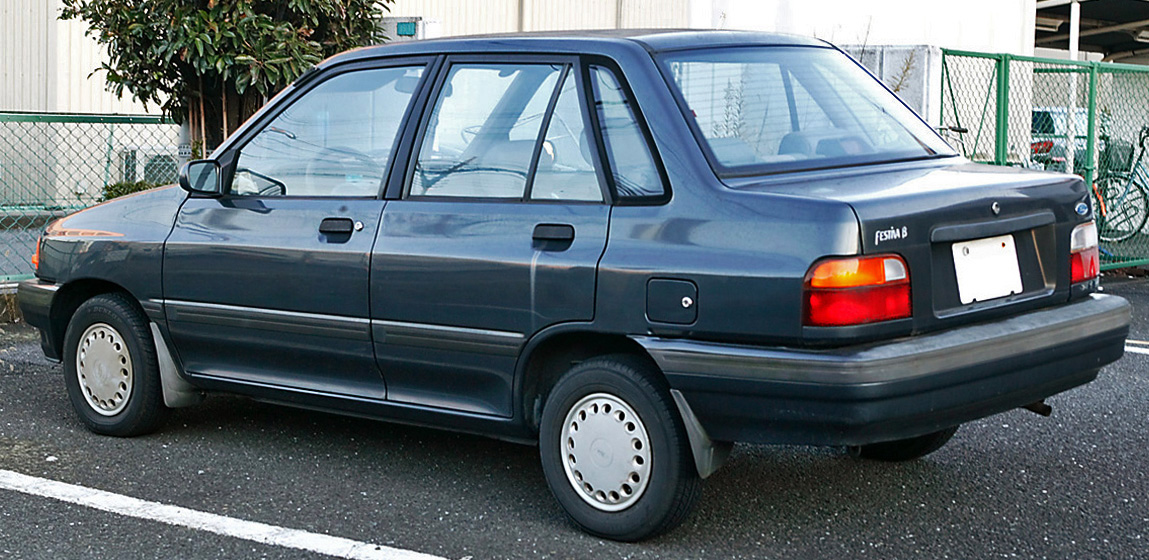
Ford Festiva седан
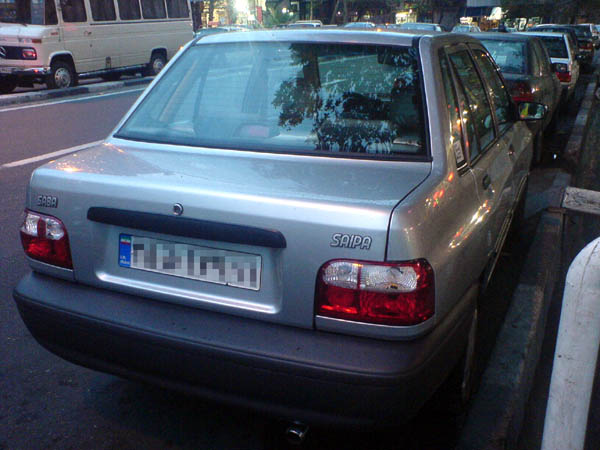
Saipa Saba седан (Іран)
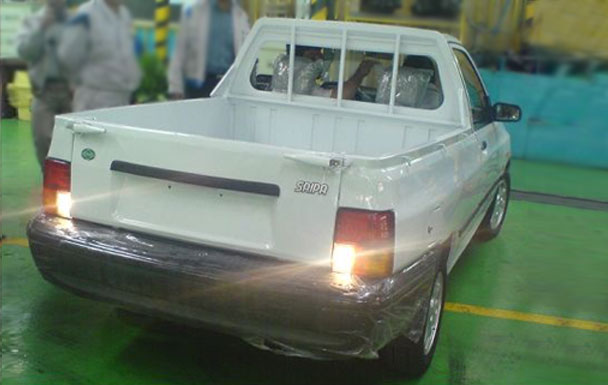
Saipa Pick-Up (Іран)

## Друге покоління (DE) (2005-по сьогодні)

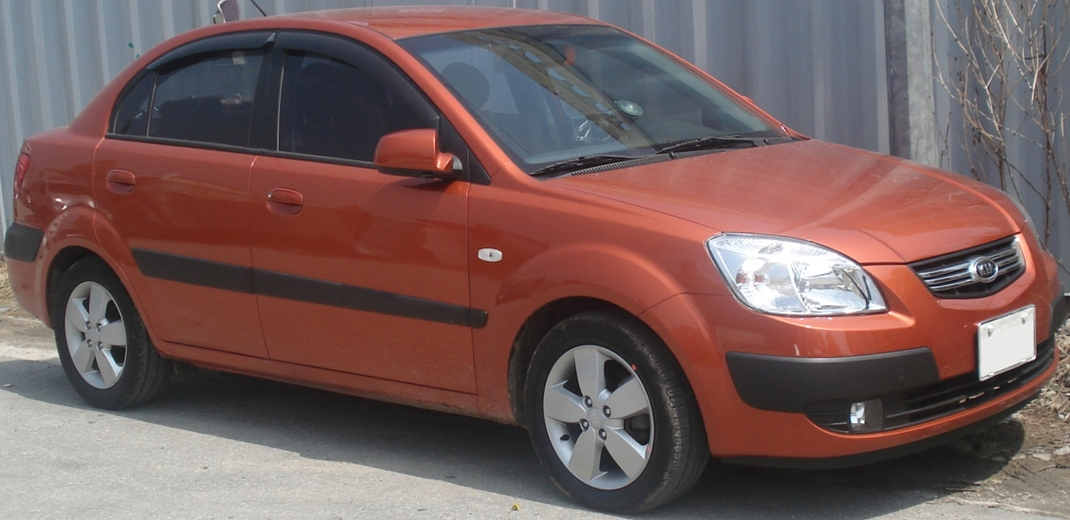
Kia Pride DE

## Третє покоління (UB) (2011-по сьогодні)

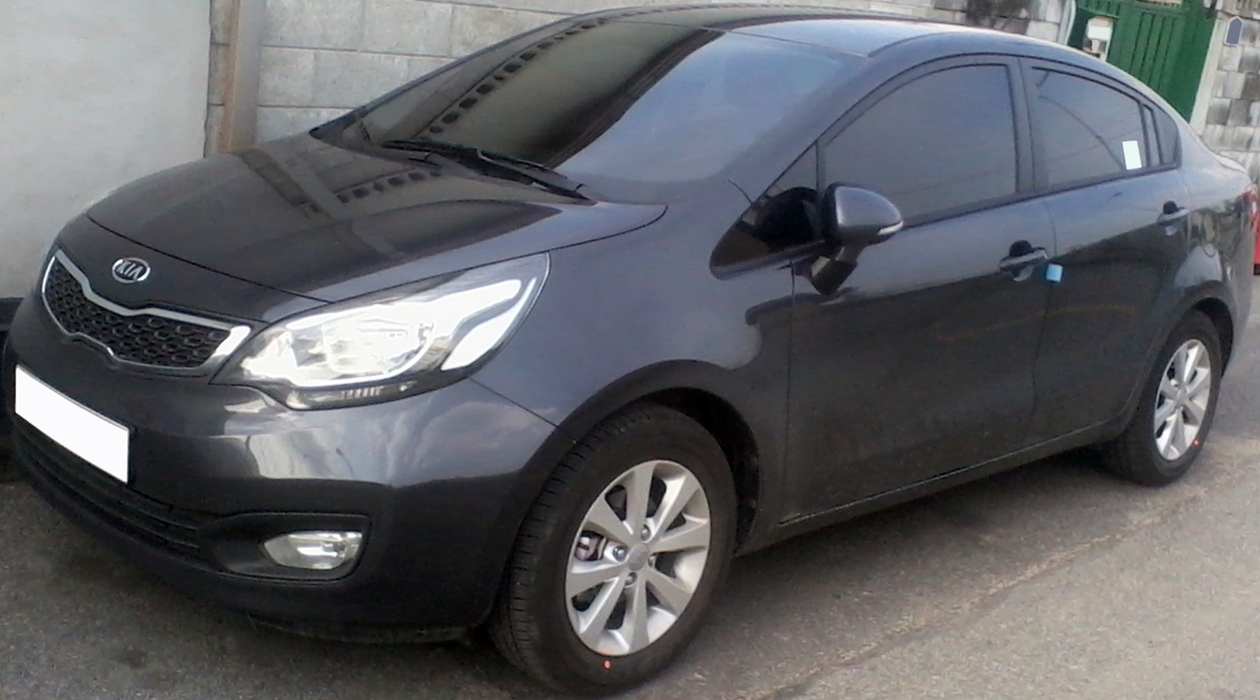
Kia Pride UB седан

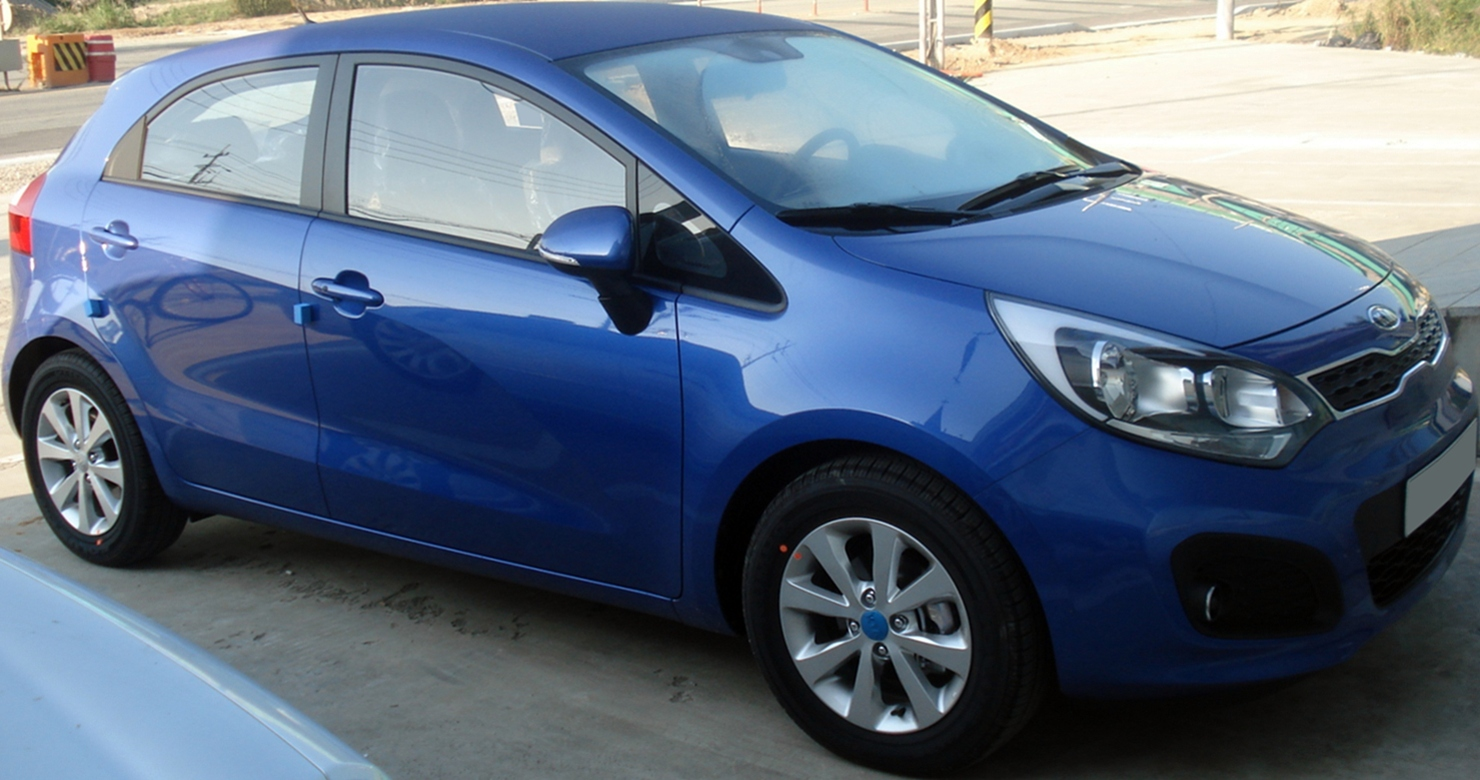
Kia Pride UB хетчбек

### Двигуни
- 1,138 л Mazda B1 I4
- 1,324 л Mazda B3 I4